# 帕洛梅拉
帕洛梅拉，是西班牙卡斯蒂利亚-拉曼恰昆卡省的一个市镇。总面积50平方公里，总人口176人（2001年），人口密度4人/平方公里。